# Yunguyo (distrito)
Yunguyo é um distrito do Peru, departamento de Puno, localizada na província de Yunguyo.

## Transporte
O distrito de Yungayo é servido pela seguinte rodovia:
- PU-130, que liga a cidade de Zepita ao distrito de Pomata [1][2][3]